# Jumurda
Jumurda est un pagasts de Lettonie.

## À voir
- Le château et son parc
- Le lac